# Mitsuru Komaeda
Mitsuru Komaeda (Prefectura d'Iwate, Japó, 14 d'abril de 1950), és un exfutbolista japonès.

## Selecció japonesa
Mitsuru Komaeda va disputar 2 partits amb la selecció japonesa.